# Oncidium naevium
Oncidium naevium (tên tiếng Anh: Spotted Oncidium) là một loài phong lan có ở Colombia tới Guyana.

## Hình ảnh

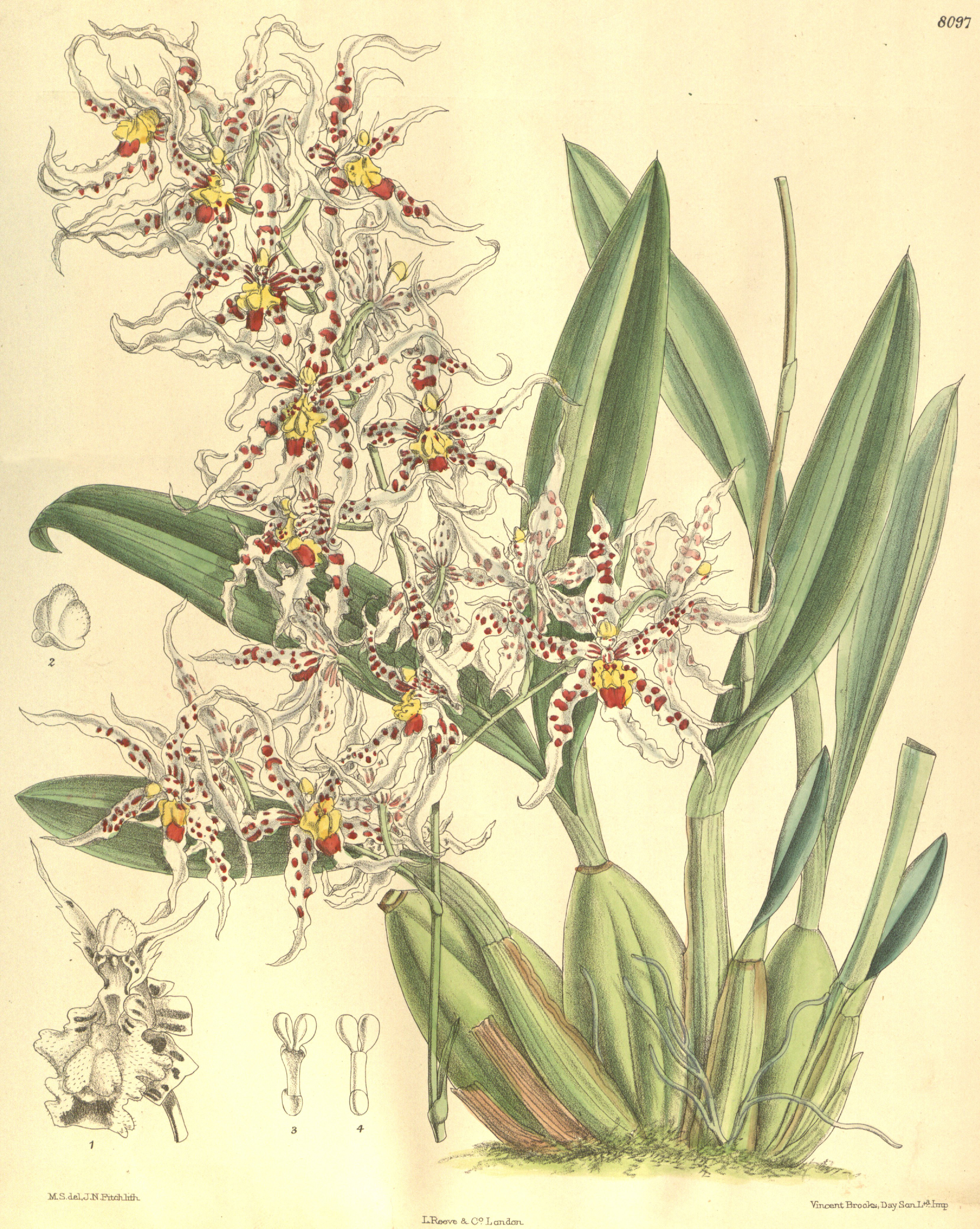
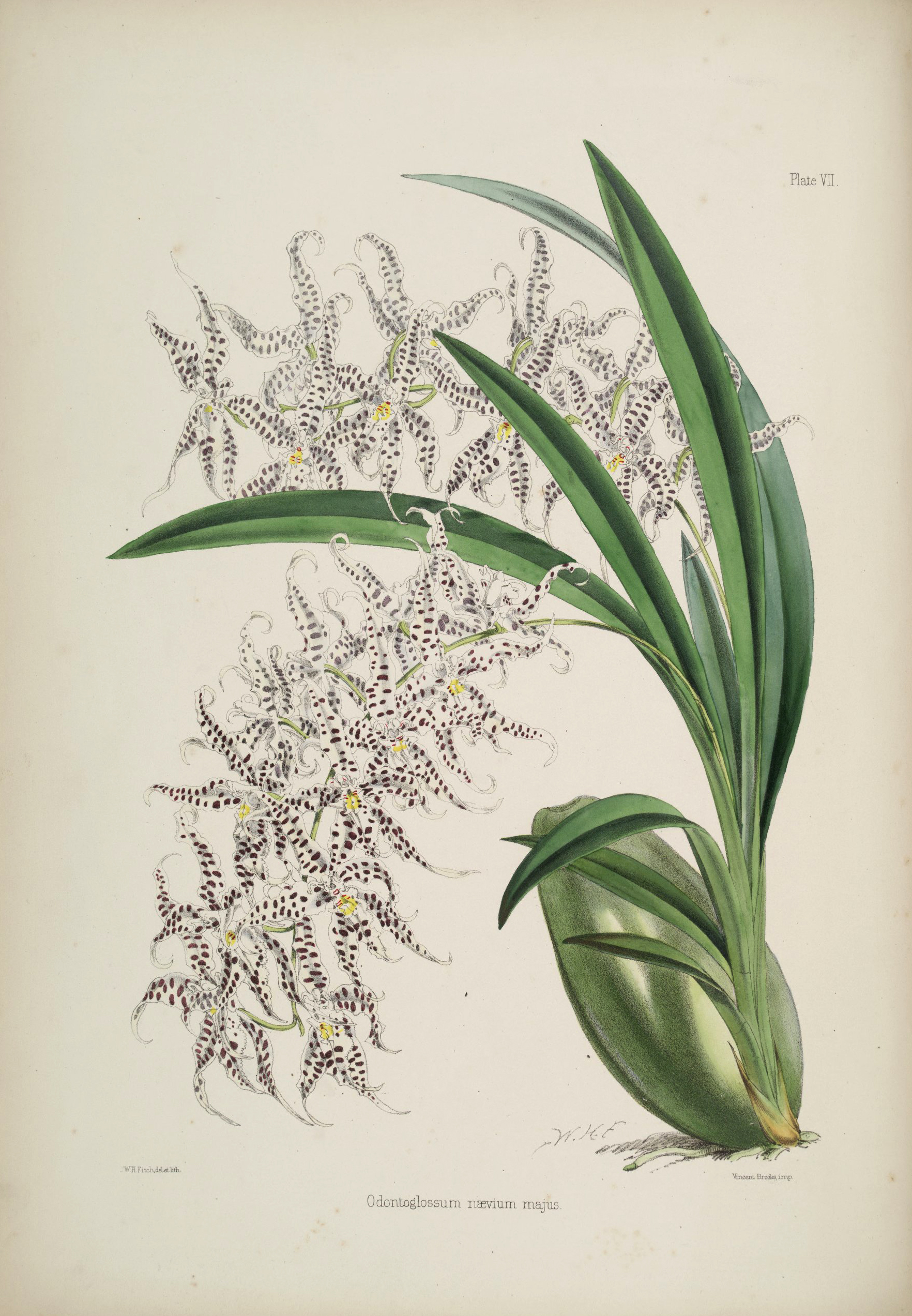
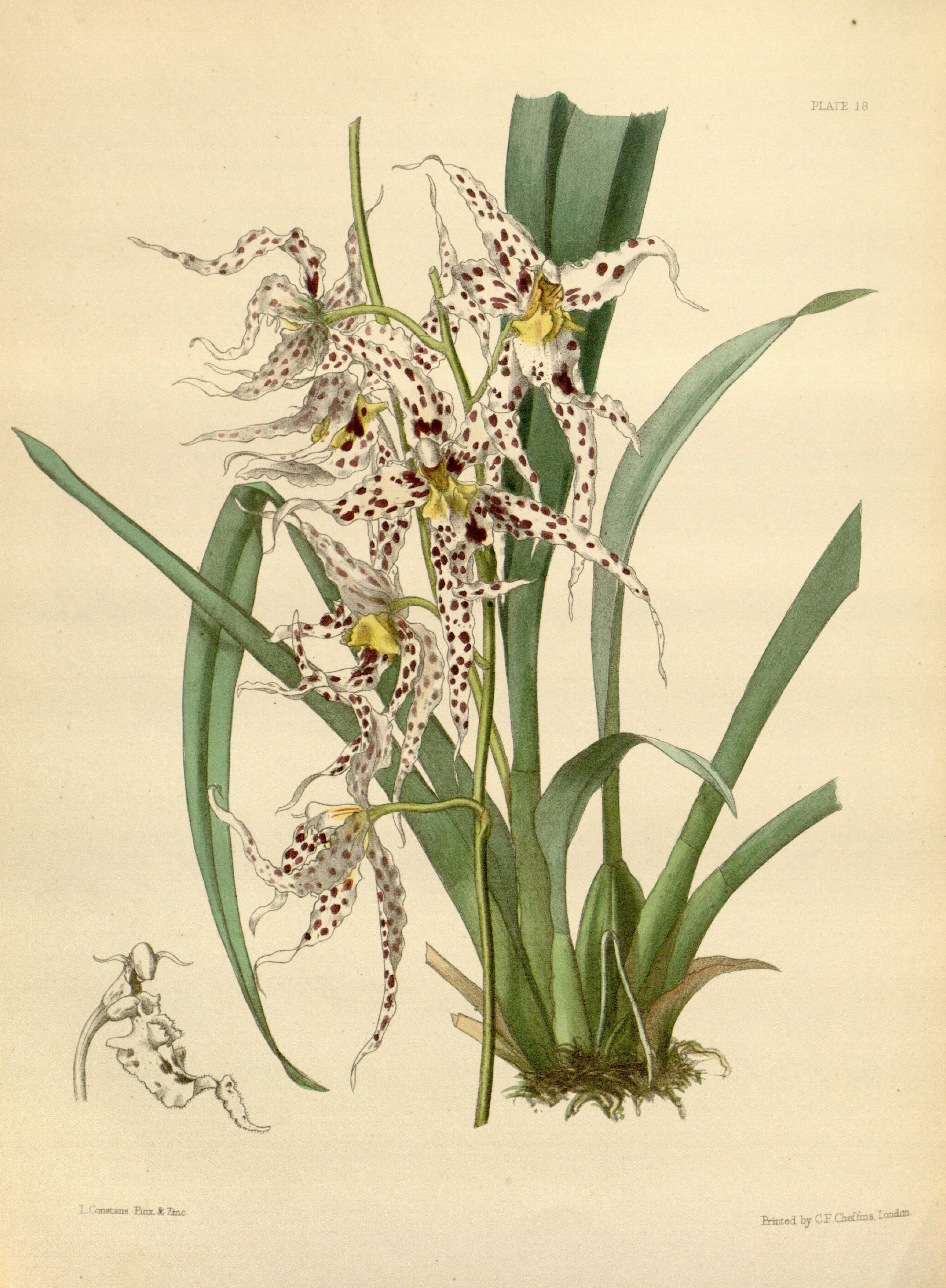